# Etnoreligieuze groep
Een etnoreligieuze groep is een gemeenschap van mensen die zowel een gemeenschappelijke etnische als religieuze achtergrond delen. Deze groepen worden gekenmerkt door een gedeelde geschiedenis, culturele tradities en vaak een sterke nadruk op endogamie, wat betekent dat leden binnen de eigen gemeenschap trouwen om de continuïteit van hun unieke identiteit te behouden. 

## Kenmerken
Etnoreligieuze groepen onderscheiden zich door een combinatie van sociale kenmerken, historische ervaringen en theologische overtuigingen. De onderlinge verbondenheid wordt vaak versterkt door gezamenlijke culturele praktijken en het naleven van specifieke religieuze tradities die diepgeworteld zijn in de etnische identiteit van de groep.

## Definitie en voorbeelden
In het algemeen definiëren etnoreligieuze gemeenschappen hun etnische identiteit zowel op basis van afstamming als religieuze affiliatie. Ze hebben een gedeelde geschiedenis en culturele tradities die vaak als een vorm van religie worden beschouwd. Veel etnoreligieuze groepen zijn ook etnoculturele groepen met een traditionele etnische religie; in andere gevallen beginnen etnoreligieuze groepen als gemeenschappen die verenigd zijn door een gemeenschappelijk geloof en die door endogamie culturele en afstammingsbanden hebben ontwikkeld.
Voorbeelden van etnoreligieuze groepen zijn onder andere:
- Joden – Een klassiek voorbeeld van een etnoreligieuze groep, waarbij zowel de etnische als religieuze identiteit nauw met elkaar verweven zijn.
- Syrisch-Orthodoxe christenen – Deze groep combineert de Aramese (Syrische) etniciteit met de Syrisch-Orthodoxe religie.
- Sikhs – De Sikhs vormen een etnoreligieuze groep met oorsprong in de Punjab-regio, waarbij religieuze en culturele elementen sterk verweven zijn.
- Druzen – Een minderheidsgroep voornamelijk gevestigd in Libanon, Syrië en Israël, die een unieke religieuze traditie volgt en vaak binnen de eigen gemeenschap trouwt.
- Jezidi's – Een Koerdisch-sprekende gemeenschap met een eigen religie, voornamelijk gevestigd in Irak.
- Samaritanen – Een kleine etnoreligieuze groep in Israël en de Westelijke Jordaanoever, die een religie aanhangt die nauw verwant is aan het jodendom, maar met eigen gebruiken en tradities.

Deze voorbeelden illustreren hoe etnische en religieuze identiteiten binnen dergelijke groepen nauw met elkaar verbonden zijn, wat bijdraagt aan het behoud van hun unieke culturele erfgoed.